# Катынский комитет
Каты́нский комите́т (пол. Komitet Katyński) — польская неправительственная организация, «ставящая себе целью увековечивание памяти жертв катынского преступления и сохранение памяти о польских жертвах коммунизма в СССР».
Создан в 1979 году ксендзом Вацлавом Карловичем и Стефаном Меляком как «Подпольный катынский комитет». По инициативе комитета 31 июля 1981 года на Воинском кладбище «Повонзки» (пол. Cmentarz Wojskowy na Powązkach) воздвигли первый в Польше памятник жертвам катынского преступления, который был уничтожен Службой безопасности уже на следующий день.
С 1989 по 2010 годы комитет вёл открытую уставную деятельность под председательством Стефана Меляка (погиб 10 апреля 2010 года в авиакатастрофе под Смоленском).
Накануне Дня Победы 9 мая 2007 года Стефан Меляк, говоря о могилах советских воинов, чей прах покоится на территории Польши, назвал «позором» тот факт, что «на поддержание этих захоронений тратятся миллионы злотых». Заявления Меляка вызвали отторжение в «Федерации катынских семей», представитель которой Анджей Скомпский заявил, что они не имеют к нему никакого отношения:
Дело в том, что в конце апреля польские журналисты нашли какого-то самозванца, который представился им главой несуществующей организации «Катынский комитет» и сделал вот такое заявление. Уже 29 числа мы выступили от имени всех родственников жертв Катыни — замечу, мы единственная подобная организация в Польше — с опровержением этих высказываний. Кто-то манипулирует историей и пытается втянуть в это нас.